# Théorème de fluctuation-dissipation
En théorie de la réponse linéaire, il existe une relation entre la fonction de réponse {\displaystyle \chi (\omega )}
et la fonction de corrélation {\displaystyle S(\omega )}. Celle-ci a été établie par Herbert Callen et Theodore Welton en 1951, et pour cette raison le théorème de fluctuation-dissipation est aussi appelé théorème de Callen-Welton. Selon ce théorème,
{\displaystyle S(\omega )=\hbar \coth \left({\frac {\hbar \omega }{2k_{B}T}}\right)\mathrm {Im} \chi (\omega )}.
Le nom de théorème de fluctuation-dissipation vient de ce que la partie imaginaire de la fonction de réponse mesure la dissipation, alors que la fonction de corrélation {\displaystyle S(\omega )} mesure l'intensité des fluctuations. On peut reformuler ce théorème en introduisant une force fluctuante {\displaystyle f(\omega )} par {\displaystyle x(\omega )=\chi (\omega )f(\omega )} où {\displaystyle x(\omega )} est la grandeur fluctuante. En introduisant cette expression dans la définition de {\displaystyle S(\omega )=\langle x(\omega )x(-\omega )\rangle } où {\displaystyle \langle \ldots \rangle } désigne la moyenne sur les fluctuations quantiques ou les fluctuations thermiques, on peut réécrire le théorème de fluctuation-dissipation sous la forme :
{\displaystyle \langle f(\omega )f(-\omega )\rangle =-\hbar \coth \left({\frac {\hbar \omega }{2k_{B}T}}\right)\mathrm {Im} \left({\frac {1}{\chi (\omega )}}\right)}.
Il est également possible d'obtenir un théorème de fluctuation et dissipation généralisé, faisant intervenir plusieurs variables. Cette extension est discutée dans le livre de Landau et Lifshitz.